# Moonwalk
Moonwalk (poznat i kao backslide) plesni je pokret koji se najčešće koristi u hip-hop plesu, poppingu i lockingu (pogledaj Breakdance). Moonwalk se prvo učio u školama pantomime, kao npr. Marche Contre Le Vent Marcel Marceaus školi.
Ovaj se pokret prvo nazivao na francuskom Marche Contre Le Vent (borba protiv vjetra). Kasnije su ovaj pokret u plesovima uveli plesači iz Kalifornije (domovina poppinga i lockinga), iz "The Electric Boogaloos" tima.
Sinonim za Moonwalk sigurno je pjevač Michael Jackson. On ga je često izvodio na svojim nastupima u pjesmi "Billie Jean".

## Postupak izvođenja Moonwalka
Postupak izvođenja ovog pokreta je sljedeći:
1. Koristi se obuća s niskim potpeticama (npr. tenisice).
2. Pod na kojem se izvodi trebao bi biti klizav.
3. Stane se u položaj gdje su noge odvojene 20 cm, a tijelo je ravno.
4. Stoji se na desnoj nozi na prstima, a lijevo stopalo je na podu. Prsti desne noge stoje u liniji s petom lijeve noge.
5. Lijeva noga se vuče iza desne noge, ali tako da se nikako ne podiže s poda. Desna noga ostaje na prstima.
6. Kad lijeva noga dokliže iza desne, zamjenjuju se uloge.
7. Ponovo se vuče ispružena noga iza podignute. Postupak se ponavlja.

## Vanjske poveznice
- Animirane upute za Moonwalk  Arhivirana inačica izvorne stranice od 12. prosinca 2007. (Wayback Machine)